# NGC 5218
NGC 5218 é uma galáxia espiral barrada (SBb/P) localizada na direcção da constelação de Ursa Major. Possui uma declinação de +62° 46' 05" e uma ascensão recta de 13 horas, 32 minutos e 10,2 segundos.
A galáxia NGC 5218 foi descoberta em 19 de Março de 1790 por William Herschel.